# Controller
Controller – specjalista w zakresie controllingu.
Zadaniem controllera jest kształtowanie procesu sporządzania planów przedsiębiorstwa, kontrola postawionych celów, zapewnienie informacji odnoszącej się do wyników przyjętych za cele i zasilanie w wiedzę o gospodarce przedsiębiorstwa w zakresie poszczególnych problemów.